# Alois Musil
Alois Musil (30. června 1868 Rychtářov – 12. dubna 1944 Otryby) byl český orientalista, biblista, cestovatel, etnograf, spisovatel a moravský katolický kněz. Patří mezi přední orientalisty a arabisty přelomu 19. a 20. století. Mezi Araby používal také jméno Músa ar Rueili či Músá šajch Číkí.
Britský sociální antropolog Ernest Gellner (1925–1995) mu dal v narážce na Thomase Edwarda Lawrence přezdívku Lawrence z Moravy (Moravian Lawrence), v českých zdrojích bývá tato přezdívka použita ve tvaru „český Lawrence z Arábie“

či „moravský Lawrence z Arábie“.

## Život
Narodil se roku 1868 v Rychtářově u Vyškova jako nejstarší syn v selské rodině. Jeho blízkým příbuzným byl slavný rakouský spisovatel českého původu Robert Musil. Gymnaziální studia absolvoval v Kroměříži, Brně a ve Vysokém Mýtě. Po maturitě na gymnáziu ve Vysokém Mýtě studoval v letech 1887–1891 na Bohoslovecké fakultě v Olomouci. Roku 1891 byl vysvěcen na kněze a roku 1895 získal doktorát teologie. Jeho snaha o prohloubení teologických studií jej přivedla k zájmu o arabský svět. Proto v letech 1895–1898 studoval na Dominikánské biblické škole v Jeruzalémě a na Jezuitské univerzitě sv. Josefa v Bejrútu. Při svých výzkumech v Jordánsku v okolí skalního města Petry objevil roku 1898 pouštní palác Kusejr Amra s barevnými freskami, který postavil umajovský chalífa al-Valíd II., což vzbudilo doslova světovou senzaci (palác je od roku 1985 památkou UNESCO). Své poznatky a objevy z této doby shrnul do svých knih Arabia Petraea (čtyři díly) a Kusejr Amra vydaných německy ve Vídni.
Roku 1902 byl jmenován mimořádným a roku 1904 řádným profesorem na Bohoslovecké fakultě v Olomouci a roku 1909 řádným profesorem na teologické fakultě univerzity ve Vídni. S podporou pražských a vídeňských vědeckých ústavů podnikl v letech 1908 až 1912 několik dlouhých cest do Palestiny, Sýrie a Iráku, kde prováděl topografický výzkum, studoval předislámské a islámské archeologické památky, etnografii a folklór a vytvořil první použitelné podrobné mapy této oblasti. V severní Arábii žil dlouhodobě u beduínského kmene Rwala a stal se jeho členem pod jménem šejch Músa ar Rueili. Studoval i místní jazyky, a protože byl výjimečně nadaný, ovládal kromě klasických i moderních světových jazyků pětatřicet arabských nářečí.
Během první světové války podnikl Alois Musil několik tajných politických misí se špionážním podtextem do arabských provincií Osmanské říše, jež měly získat arabskou podporu Turecka proti Velké Británii a napomoci hospodářskému pronikání Rakouska-Uherska na Blízký východ. Jeho vliv ještě vzrostl po nástupu císaře Karla I. na trůn v listopadu roku 1916, neboť byl zpovědníkem císařovny Zity. Byl zapojen do císařovy iniciativy uzavřít separátní mír, zasadil se o amnestii významných českých politiků Kramáře, Rašína, Klofáče a mnohých českých účastníků vzpoury v boce Kotorské.
Po vyhlášení samostatného Československa se Alois Musil přestěhoval z Vídně do Prahy. Roku 1920 byl jmenován řádným profesorem na Univerzitě Karlově, kde působil až do roku 1938. Významně se zasloužil o založení Orientálního ústavu v roce 1922 a po vytvoření organizační struktury ústavu a jeho finančního zajištění se v roce 1927 stal jedním z jeho prvních členů. V letech 1923–1924 a 1925–1928 navštívil Musil New York, kde s pomocí Americké geografické společnosti (American Geographical Society) a financí amerického cestovatele a politika Charlese Cranea, se kterým ho seznámil prezident Masaryk, publikoval anglicky výsledky svých cest a studií v rozsáhlé šestidílné sérii Oriental Explorations and Studies (Orientální výzkumy a studie).
V letech 1929–1932 vydal zjednodušené verze svých cestopisů v osmi svazcích česky a z podnětu prezidenta Masaryka začal vydávat řadu Dnešní Orient o současném politickém a hospodářském vývoji na Arabském poloostrově, v Etiopii, Iráku, Egyptě, Indii, Íránu a Afghánistánu, Palestině, Sýrii, Libyi, Turecku a Súdánu. Dílo vyšlo v jedenácti svazcích, poslední svazek, věnovaný Francouzské severní Africe, Musil již nedokončil.
Musilova vědecká práce na poli arabistiky dosáhla velkého mezinárodního uznání. Musil byl členem většiny evropských vědeckých společností a roku 1928 mu Americká geografická společnost udělila Zlatou medaili Charlese P. Dalyho a zapsala jej do síně slávy vedle Marca Pola a Livingstona. Velmi záslužná byla jeho snaha o širokou popularizaci svých poznatků zejména pro mládež. Za tímto účelem napsal Musil dvacet dobrodružných knih odehrávajících se v arabském světě s vysvětlením arabských a islámských tradic. V roce 1933 byl jmenován konzistorním radou, později získal doktorát bonnské univerzity. V roce 1936 odešel do důchodu na svůj statek v Otrybech.
Zemřel roku 1944 v obci Otryby u Českého Šternberka. Po únoru 1948 byly informace o tomto knězi, vědci a cestovateli zcela potlačeny. Knihy, které Alois Musil napsal, byly vyřazeny z knihoven a prakticky bylo o něm zakázáno se jakkoli zmiňovat či psát.

## Galerie

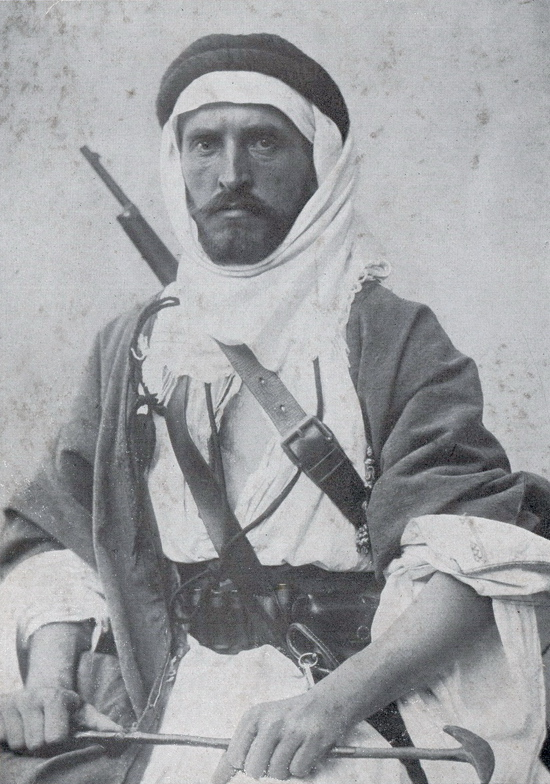
Alois Musil jako náčelník kmene Beni Sachr (v r. 1901).
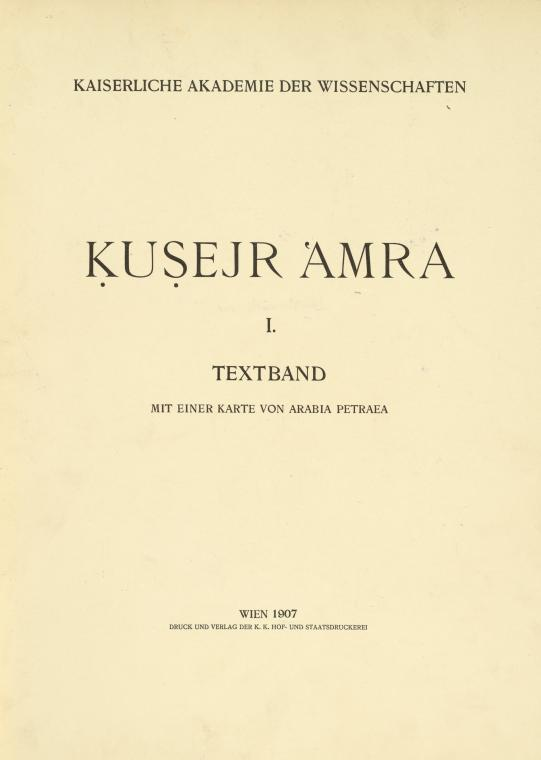
Titulní list Musilova spisu o objevu zámku Kusejr Amra
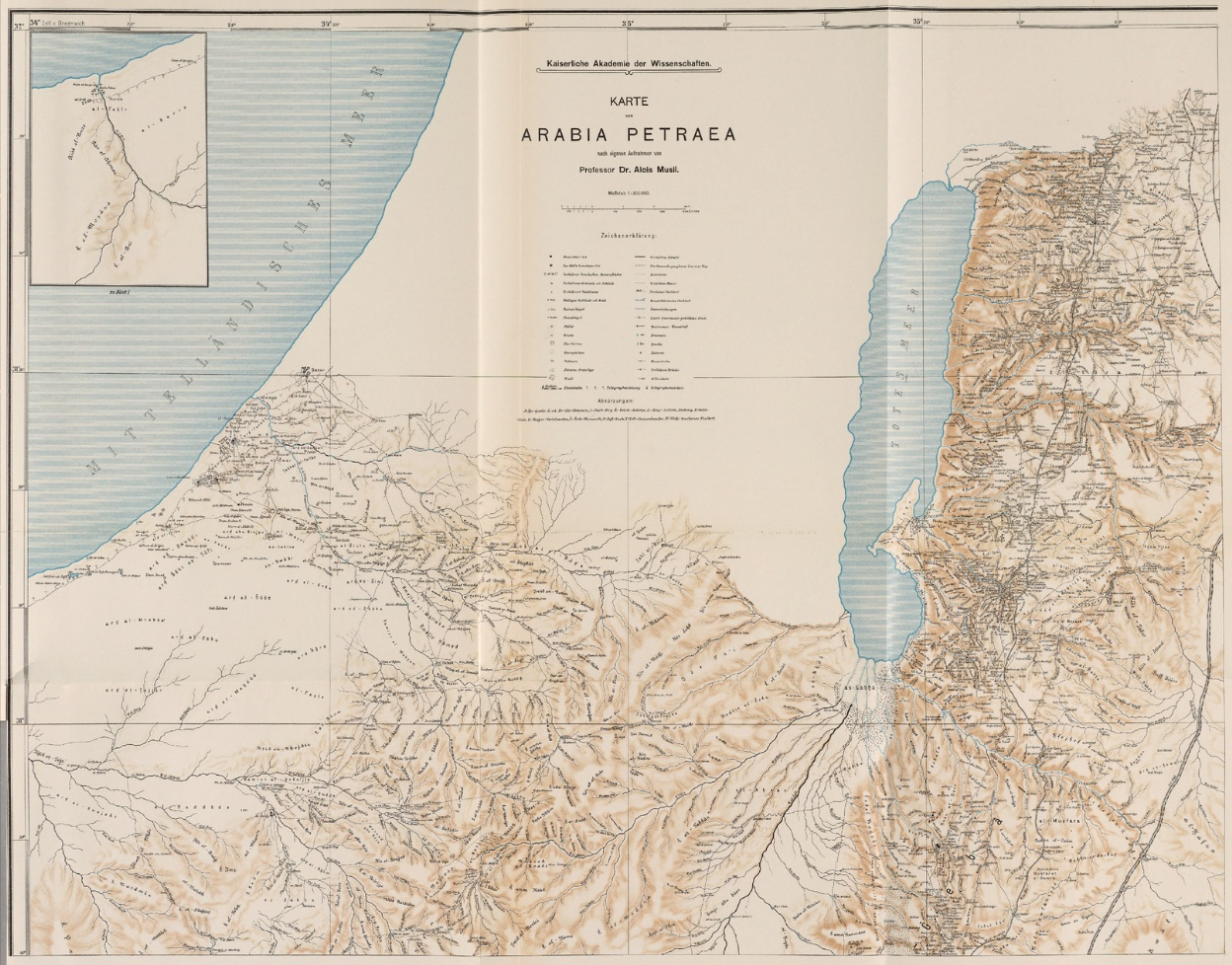
Musilova mapa části bývalé římské provincie Arabia Petraea
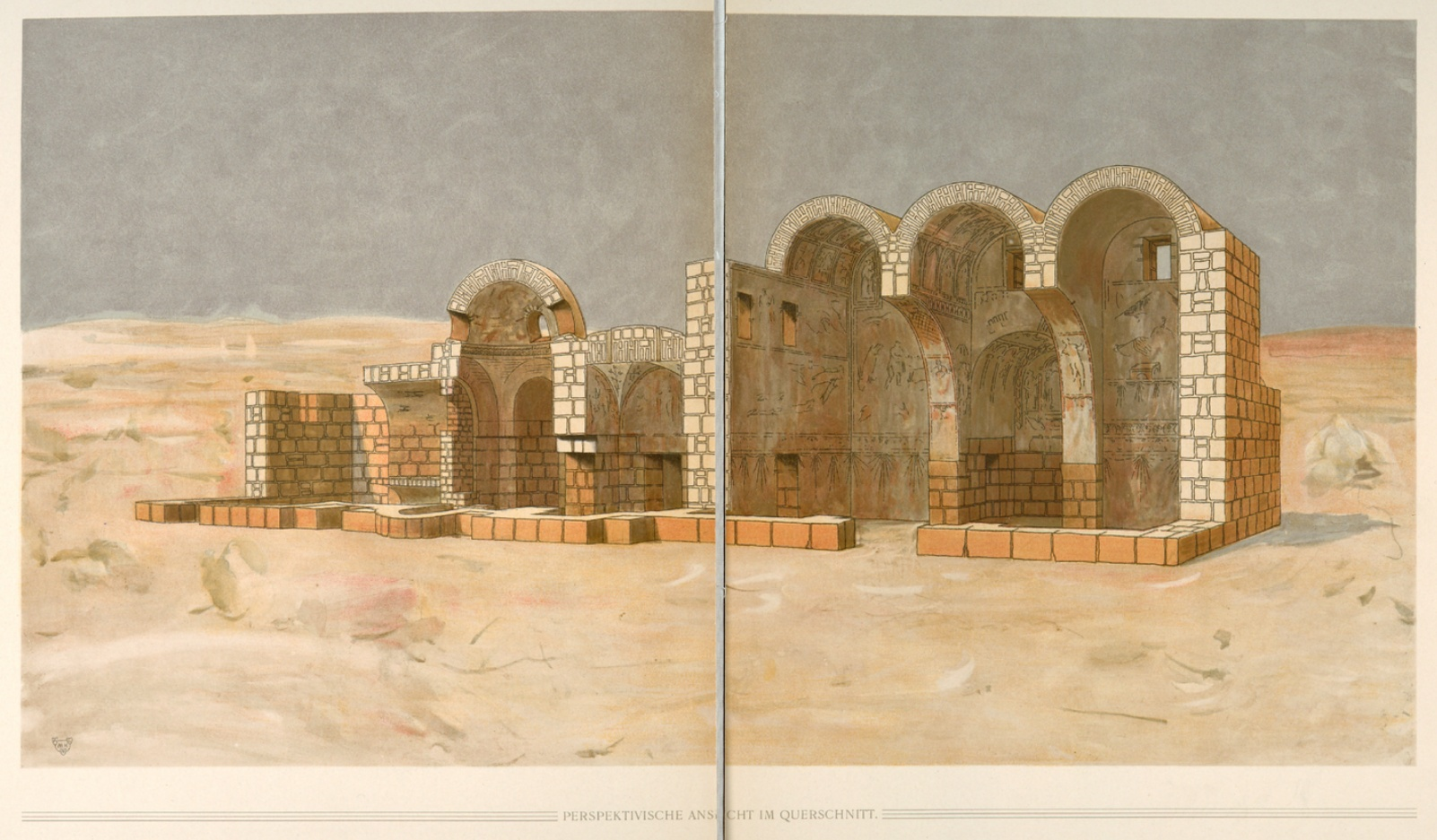
Perspektivní řez zámkem Kusejr Amra
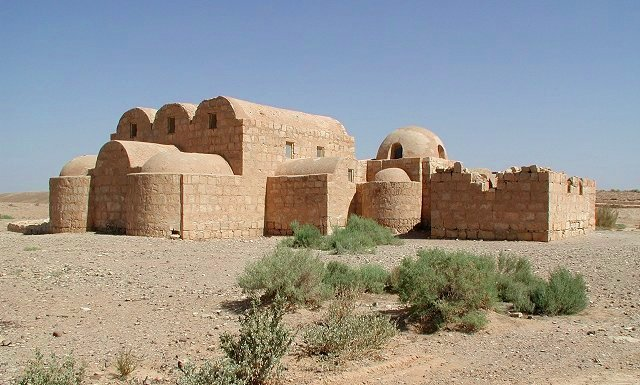
Pouštní palác Kusejr Amra
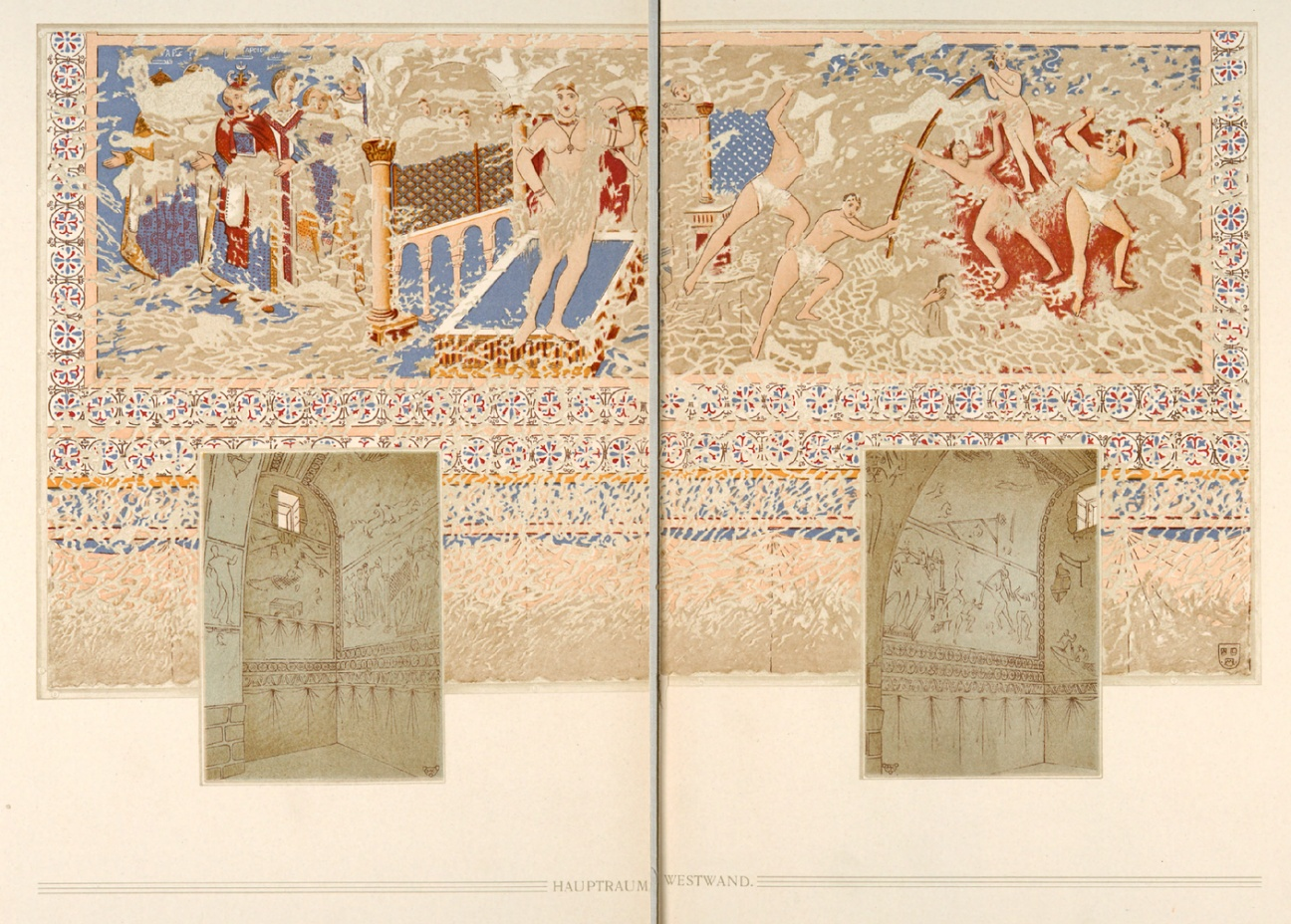
Fresky v zámku Kusejr Amra z 8. století. Jejich mimořádnost spočívá v tom, že malby zobrazují polonahé muže a ženy, což bylo v době jejich objevu považováno v islámském umění za vyloučené
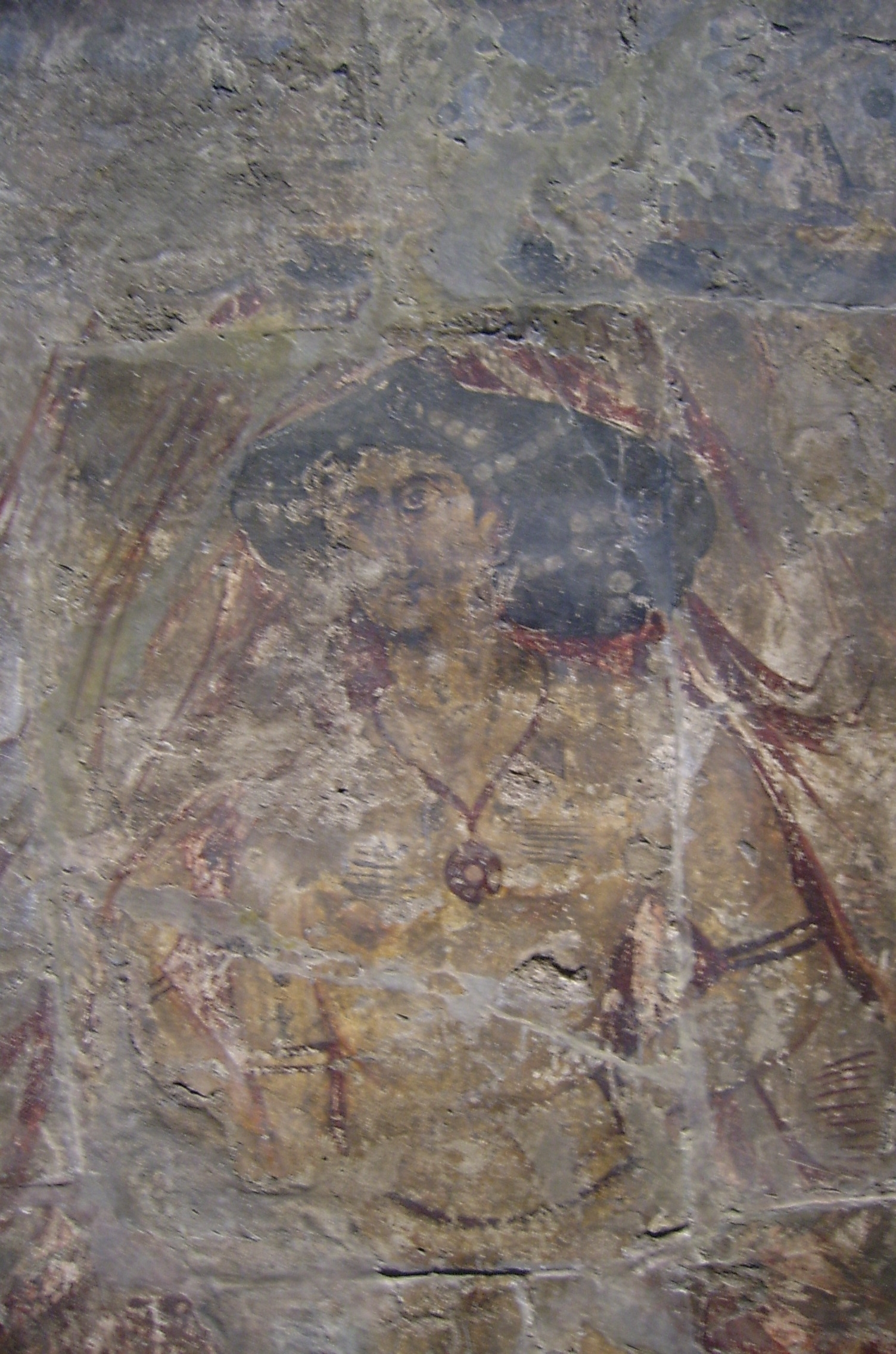
Detail fresky z pouštního paláce Kusejr Amra
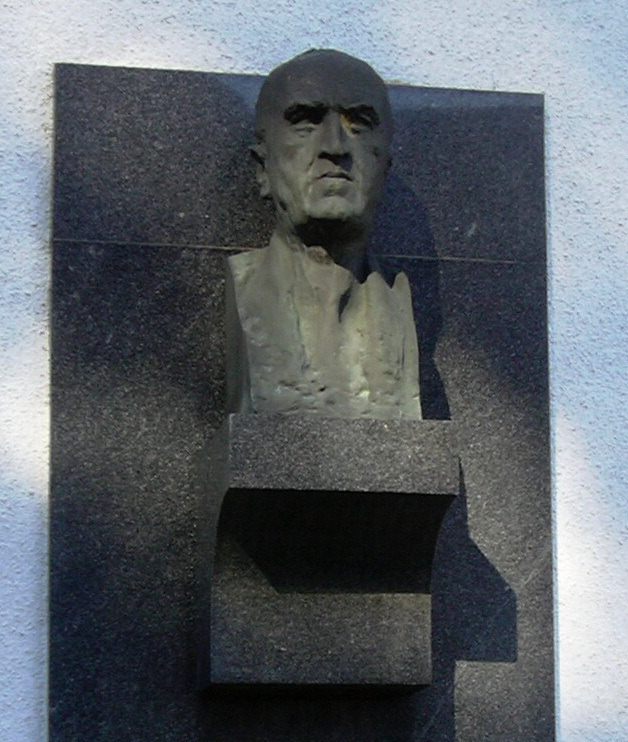
Alois Musil, busta na rodném domě v Rychtářově

## Dílo

### Odborné a cestopisné knihy
- Starozákonní studie a drobné příspěvky k výkladu Písma svatého, Brno 1902 (jen časopisecky)
- Od stvoření do potopy, Praha 1905, biblické univerzitní extenze
- Arabia Petraea, Vídeň 1907–1908, tři díly (ve čtyřech svazcích), popis autorových výzkumů okolí skalního města Petry v Jordánsku.
- Kusejr Amra, Vídeň 1907, kniha o objevu pouštního "letohrádku" Kusejr Amra[11]
- Po stopách událostí Starého zákona, Olomouc 1907, věcné poznámky k učebnici dějin Starého zákona
- Zur Zeitgeschichte von Arabien, Lipsko a Vídeň 1918
- Oriental Explorations and Studies (Orientální výzkumy a studie), New York 1926–1928, šest dílů:
  - The Northern Hegaz New York 1926
  - Arabia Deserta New York 1927
  - The Middle Euphrates New York 1928
  - Palmyrena New York 1928
  - Northern Negd New York 1928
  - The Manners and Customs of the Rwala Bedouins New York 1928
- Pod ochranou Núrího, Praha 1929 Dostupné online
- V posvátném Hedžázu, Praha 1929 Dostupné online
- V zemi královny Zenobie, Praha 1930 Dostupné online
- V biblickém ráji, Praha 1930
- In the Arabian Desert, New York, 1930; Londýn - Toronto 1931
- Mezi Šammary, Praha 1931 Dostupné online
- Za Mrtvým mořem, Praha 1931
- Tajemná Amra, Praha 1932 Dostupné online
- Dnešní Orient, Praha 1932–1941, jedenáct dílů:
  - Poušť a oasa. Nová Arabie, Praha 1934 Dostupné online
  - Lev z kmene Judova. Nová Habeš, Praha 1934 Dostupné online
  - Mezi Eufratem a Tigridem. Nový Irák, Praha 1935 Dostupné online
  - Dar Nilu. Nový Egypt, Praha 1935 Dostupné online
  - Pod Himalajemi. Nová Indie, Praha 1936
  - Země Arijců. Nový Iran. Nový Afganistan, Praha 1936 Dostupné online
  - Zaslíbená země. Nová Palestina, Praha 1937 Dostupné online
  - Od Libanonu k Tigridu. Nová Syrie, Praha 1938 Dostupné online
  - Italie v Africe. Nová Libye. Italská východní Afrika, Praha 1939 Dostupné online
  - Most do Asie. Nové Turecko, Praha 1940 Dostupné online
  - Stará Etiopie, Nový Sudán, Praha 1941
- Dnešní Orient v politice světové, Praha 1935
- Křesťanské církve nynějšího Orientu, Olomouc 1939
- Ze světa islámu, Praha 2015, dosud nepublikovaná monografie o historii, věrouce a různorodých proudech islámu, napsáno roku 1941. ISBN 978-80-7470-062-0[12]

### Dobrodružné knihy pro mládež
- Poprvé v poušti (1932)
- V neznámé zemi (1932)
- V roklích Edomských (1932) Dostupné online
- Mstitel (1933)
- Syn pouště (1933)
- V zakletém zámku (1934)
- Vlastní cestou (1934)
- Na Sinaji (1935)
- Ve stínu křižáckého hradu (1935)
- Měděné doly (1936)
- Na koni a na velbloudu (1936)
- Cedry na Libanonu (1937)
- Skalní město (1937)
- V Negebu (1938)
- Na Hermonu (1939)
- Nový život (1940)
- S kočovníky pouště (1941)
- Křižák (1943) Dostupné online
- Světcův démant (1945)
- Pán Amry (1948)

## Známka
V roce 2008 Česká pošta vydala známku o hodnotě 21 Kč s portrétem Aloise Musila.

## Výstavy
- Syn pouště: cestovatel a fotograf Alois Musil (1868-1944), Galerie Věda a umění, Národní 3, Praha 1, 21. únor 2018 – 13. duben 2018,[14]